# Park Narodowy Saskiej Szwajcarii
Park Narodowy Saskiej Szwajcarii (niem. Nationalpark Sächsische Schweiz) - znajduje się w południowo-wschodniej części Niemiec w Górach Połabskich w powiecie Sächsische Schweiz-Osterzgebirge, od wschodu  graniczy z Parkiem Narodowym Czeska Szwajcaria w Czechach. Park został utworzony 12 września 1990. Całkowita powierzchnia parku wynosi 93 500 ha. Najwyższe szczyty to  Großer Zschirnstein (562 m) i Großer Winterberg (552 m). 
W Parku jest 400 km oznakowanych szlaków turystycznych, 50 km szlaków rowerowych i wiele wychodni skalnych udostępnionych do  klasycznej wspinaczki, a także via ferraty. 